# André Lichnerowicz
André Lichnerowicz (ur. 21 stycznia 1915 w Bourbon-l’Archambault, zm. 11 grudnia 1998 w Paryż) był wybitnym francuskim geometrą różniczkowym i fizykiem matematycznym polskiego pochodzenia. Uważa się go za twórcę nowoczesnej geometrii Poissona.

## Biografia
Dziadek Lichnerowicza, Jan, walczył w polskim ruchu oporu przeciwko Prusakom i zmuszony do ucieczki z Polski w 1860 roku, ostatecznie osiedlił się we Francji. Ojciec był sekretarzem Alliance française, a jego matka była jedną z pierwszych kobiet, które uzyskały tytuł magistra matematyki. 
Lichnerowicz ukończył Lycée Louis-le-Grand i École normale supérieure w Paryżu, gdzie uzyskał dyplom w 1936 r. Po dwóch latach rozpoczął pracę w Centre national de la recherche scientifique jako jeden z pierwszych naukowców. Jego praca doktorska z 1939 roku dotyczyła globalnych problemów w mechanice relatywistycznej.
Wykładał na Uniwersytecie Strasburskim w czasie II wojny światowej. W 1944 roku został zaproszony do prowadzenia kursu matematyki w Collège de France. W 1949-1952 pracował na Uniwersytecie Paryskim, a w 1952 roku został mianowany profesorem w Collège de France, gdzie pracował aż do przejścia na emeryturę w 1986 roku. 
W 1962 roku gościł w Polsce na konferencji w Jabłonnie dotyczącej ogólnej teorii względności i grawitacji.
Lichnerowicz został wybrany na członka wielu krajowych i międzynarodowych akademii, w tym Accademia dei Lincei, Francuskiej Akademii Nauk, Real Academia de Ciencias i Papieskiej Akademii Nauk. W 1988 roku otrzymał Prix de la langue française za zilustrowanie w swoich pracach jakości i piękna języka francuskiego, a w 2001 roku pośmiertnie Nagrodę Peano. W 2008 roku utworzono nagrodę im. André Lichnerowicza dla postępów w geometrii Poissona.
Był wierzącym katolikiem, który pełnił funkcję wiceprezesa Centre Catholique des Intellectuels Français.

## Wkład w rozwój matematyki i fizyki
W wywiadzie udzielonym w ostatnich latach życia Lichnerowicz sam określił swoje zainteresowania naukowe jako „geometria różniczkowa i analiza globalna na rozmaitościach”, „związki między matematyką i fizyką” oraz „matematyczne traktowanie teorii grawitacji Einsteina”. Rzeczywiście, jego prace przyczyniły się między innymi do rozwoju wielu dziedzin geometrii Riemanna, geometrii symplektycznej i ogólnej teorii względności.

### Ogólna teoria względności
Jego badania w zakresie ogólnej teorii względności rozpoczęły się od pracy doktorskiej, w której opisał warunki konieczne i wystarczające, aby metryka o sygnaturze hiperbolicznej była globalnym rozwiązaniem równań pola Einsteina. W serii prac w 1940 r. wraz z Raymondem Marrotem przedstawił matematyczne sformułowanie relatywistycznej teorii kinetycznej. Później pracował nad promieniowaniem grawitacyjnym, polami spinorowymi i propagatorami w zakrzywionej czasoprzestrzeni, uzyskując wyniki, które zapowiadają jego późniejsze prace nad kwantyzacją i deformacją.

### Geometria Riemanna i hipoteza Lichnerowicza
Wśród jego wkładu w geometrię Riemanna można wymienić sformułowaną w 1944 roku hipotezę o lokalnie harmonicznych czterowymiarowych rozmaitościach, które zostało później uogólnione i jest obecnie znane jako hipoteza Lichnerowicza. Hipoteza Lichnerowicza została udowodniona jako prawdziwa dla zwartych rozmaitości ze skończonymi grupami podstawowymi (Z. I. Szabó, 1990), lecz dla przestrzeni niezwartych znaleziono kontrprzykłady w siedmiu i więcej wymiarach (Ewa Damek, Fulvio Ricci, 1992).
W 1952 roku wykazał, wspólnie z Armandem Borelem, że ograniczona grupa holonomiczna przestrzeni Riemanna jest zwarta. Udowodnił standardową już równoważność różnych definicji rozmaitości Kählera i pracował nad klasyfikacją zwartych jednorodnych przestrzeni rozmaitości Kählera.
W 1958 r. jako jeden z pierwszych wprowadził związek między widmem laplasjana a krzywizną metryki. Po sformalizowaniu teorii spinorów Cartana i Weyla w sposób rygorystyczny, w 1963 r. udowodnił tzw. wzór Lichnerowicza odnoszący się do operatora Diraca i operatora Laplace'a-Beltramiego działającego na spinorach.

### Geometria Poissona
W latach 70. jego zainteresowania zwróciły się w stronę geometrii symplektycznej i układów dynamicznych, z wieloma pionierskimi pracami, które w następnych dekadach dały początek nowoczesnej dziedzinie geometrii Poissona. W 1974 r. Lichnerowicz, wspólnie z Moshé Flato i Danielem Sternheimerem, sformułował pierwsze definicje rozmaitości Poissona w kategoriach biwektora, odpowiednika symplektycznej 2-formy różniczkowej. Później wykazał, że tę samą filozofię można zastosować do uogólnienia form kontaktowych na rozmaitości Jacobiego. Już w pracy z 1976 r. można znaleźć klasyczną formułę {\displaystyle [df,dg]=d\{f,g\}} dla nawiasu algebroida Liego postaci {\displaystyle T^{*}M} na dokładnych formach Pfaffa za pomocą nawiasu Poissona funkcji. W 1977 roku Lichnerowicz wprowadził operator definiujący to, co obecnie nazywa się kohomologią Poissona. Jego prace z 1978 roku na temat deformacji algebry funkcji regularnych na rozmaitości Poissona ustanowiły nowy obszar badawczy kwantyzacji deformacji.
Lichnerowicz opublikował ponad 350 prac naukowych i był promotorem 24 doktorantów. Z okazji 60. urodzin wydano na jego cześć zbiór prac naukowych kilku jego współpracowników. W 1982 roku wydawnictwo Hermann opublikowało osobisty wybór jego własnych prac.

## Dydaktyka matematyki
Mimo prowadzenia aktywnej kariery naukowej, Lichnerowicz był głęboko zainteresowany edukacją matematyczną i pedagogiką. W latach 1963–1966 był przewodniczącym Matematycznego Międzynarodowej Unii Matematycznej. W 1967 roku rząd francuski powołał „Komisję Lichnerowicza” złożoną z 18 nauczycieli matematyki. Komisja zaleciła program nauczania oparty na teorii mnogości i logice z wczesnym wprowadzeniem do struktur matematycznych. Zalecała wprowadzenie liczb zespolonych dla starszych uczniów szkoły średniej, mniej nauczania opartego na obliczeniach, a więcej rozwijania z przesłanek (podejście aksjomatyczne). Reformy te zostały nazwane Nową Matematyką i były powtarzane na całym świecie. Jednak reformy te spotkały się z ostrym sprzeciwem ze strony rodziców, którzy mieli problemy z pomocą swoim dzieciom przy pracach domowych, nauczycieli, którzy uznali, że są źle przygotowani i nie mają odpowiednich umiejętności, a także naukowców z różnych dziedzin, którzy uznali Nową Matematykę za po prostu nieodpowiednią i niepraktyczną. Lichnerowicz podał się do dymisji, a komisja została rozwiązana w 1973 r. Niemniej jednak wpływ proponowanych reform w edukacji matematycznej przetrwał, o czym wspominał radziecki matematyk Władimir Arnold w wywiadzie z 1995 r.